# Newell’s Old Boys
Der Club Atlético Newell’s Old Boys, meist nur Newell’s Old Boys genannt, ist ein Fußballverein aus Rosario in der Provinz Santa Fe in Argentinien. Gegen den Stadtrivalen Rosario Central wird der Clásico rosarino bestritten.

## Geschichte
Der Fußballverein wurde am 3. November 1903 gegründet und ist nach Isaac Newell benannt, einem früheren Trainer und Direktor der English High School in Rosario.
Die Vereinsfarben Rot und Schwarz wurden den Flaggen Großbritanniens und Deutschlands entlehnt, da Newell Brite und seine Frau Deutsche war. Die erste Fußball-Herrenmannschaft wird auch „los leprosos“ genannt, was auf ein Wohltätigkeitsspiel in den 1920er-Jahren zugunsten einer Lepra-Klinik zurückgeführt wird.
Bekanntester Zögling des Klubs ist der argentinische Nationalspieler Lionel Messi.

## Aktueller Kader 2025
Stand: Februar 2025
| Nr. |             | Position | Name               |
| --- | ----------- | -------- | ------------------ |
| 1   | Costa Rica  | TW       | Keylor Navas       |
| 2   | Argentinien | AB       | Tomás Jacob        |
| 3   | Argentinien | AB       | Luca Sosa          |
| 4   | Argentinien | AB       | Alejo Montero      |
| 5   | Argentinien | MF       | Éver Banega        |
| 6   | Paraguay    | AB       | Saúl Salcedo       |
| 7   | Paraguay    | MF       | Fernando Cardozo   |
| 9   | Argentinien | ST       | Juan Manuel García |
| 12  | Argentinien | TW       | Lucas Hoyos        |
| 15  | Argentinien | AB       | Martín Luciano     |
| 16  | Argentinien | AB       | Brian Calderara    |
| 18  | Argentinien | AB       | Victor Cuesta      |
| 20  | Argentinien | MF       | Gonzalo Maroni     |
| 21  | Argentinien | ST       | Luciano Herrera    |

| Nr. |             | Position | Name                |
| --- | ----------- | -------- | ------------------- |
| 23  | Argentinien | AB       | Ángelo Martino      |
| 24  | Argentinien | ST       | Mateo Silvetti      |
| 25  | Argentinien | AB       | Alejo Tabares       |
| 26  | Argentinien | MF       | Juan Igancio Méndez |
| 27  | Argentinien | MF       | Luca Regiardo       |
| 30  | Argentinien | TW       | Josué Reinatti      |
| 32  | Paraguay    | ST       | Carlos González     |
| 34  | Argentinien | MF       | David Sotelo        |
| 35  | Argentinien | ST       | Misael Jaime        |
| 37  | Argentinien | AB       | Luciano Lollo       |
| 38  | Argentinien | ST       | Giovani Chiaverano  |
| 39  | Argentinien | ST       | Nazareno Fúnez      |
| 43  | Argentinien | MF       | Lisandro Montenegro |
| 46  | Argentinien | MF       | Valentino Acuña     |

## Erfolge
National
Die Newell’s Old Boys gewannen bisher sechsmal die Argentinische Meisterschaft: Metropolitano 1974, 1987/88, 1990/91, Clausura 1992, Apertura 2004, 2013.
International
1988 und 1992 wurde der Fußballverein Vizemeister in der Copa Libertadores.

## Stadion
Das Heimstadion liegt in der Nachbarschaft des Parque Independencia in Rosario. Es wird „El Coloso del Parque“ genannt. Seit den 1997 erfolgten Umbauten hat es eine Kapazität von 42.000 Plätzen.

## Ehemalige bedeutende Spieler
- Sergio Bernardo Almirón
- Sergio Omar Almirón
- Gabriel Batistuta
- Lucas Bernardi
- Marcelo Bielsa
- Óscar Cardozo
- Cristian Sebastián Cejas
- Juan Esnáider
- Marcelo Estigarribia
- Gabriel Heinze
- Julio Libonatti
- Diego Maradona
- Lionel Messi
- Ariel Ortega
- Nicolás Pavlovich
- Facundo Quiroga
- Maxi Rodríguez
- Walter Samuel
- Lionel Scaloni
- Jorge Valdano
- Ezequiel Garay
- Mauricio Pochettino
- Santiago Solari

## Trainer
- César Luis Menotti (1970)
- Luis Cubilla (1980)
- Diego Cagna (2011)
- Marcelo Bielsa (1980–1992)
- Gerardo Martino (2012–2013)